# ایدا ووست
ایدا ووست (آلمانی: Ida Wüst; ۱۰ اکتبر ۱۸۸۴ – ۴ اکتبر ۱۹۵۸) هنرپیشه اهل آلمان بود. وی بین سال‌های ۱۹۰۰ تا ۱۹۵۶ میلادی فعالیت می‌کرد.
از فیلم‌ها یا برنامه‌های تلویزیونی که وی در آن نقش داشته‌است می‌توان به ترور اشاره کرد.